# Tizenkilencszög
A geometriában a tizenkilenszög egy tizenkilenc oldalú sokszög.
A szabályos sokszögek szögeire ismert képlet n=19 esetben a következőt adja:
{\displaystyle \alpha ={\frac {(n-2)}{n}}\cdot 180^{\circ }={\frac {17}{19}}\cdot 180^{\circ }}, azaz kb. 161°.

## A szabályos tizenkilencszög szerkesztése
A szabályos tizenkilencszög hagyományos euklideszi szerkesztéssel (körzővel és vonalzóval) nem állítható elő, ilyen módon csak közelítő megoldása létezik.
| A szabályos tizenkilencszög közelítő szerkesztése |

## A szabályos tizenkilencszög területe
A szabályos sokszögek területére ismert képlet n=19 esetben:
- a köréírt kör sugarának (R) függvényében

{\displaystyle A=n\cdot R^{2}\cdot \sin {\pi  \over n}\cdot \cos {\pi  \over n}=19\cdot R^{2}\cdot \sin {\pi  \over 19}\cdot \cos {\pi  \over 19}\approx 3{,}084\cdot R^{2}}
- a beírt kör sugarának (r) függvényeként

{\displaystyle A=n\cdot r^{2}\cdot {\hbox{tg}}{\pi  \over n}=19\cdot r^{2}\cdot {\hbox{tg}}{\pi  \over 19}\approx 3{,}173\cdot r^{2}}

## Külső hivatkozások
- Weisstein, Eric W.: Enneadecagon (angol nyelven). Wolfram MathWorld